# Universidad de Kioto
La Universidad de Kioto (en japonés: 京都 大学, Kyōto daigaku), abreviado KyotoU (京 大, Kyōdai) es una universidad pública de investigación ubicada en Kioto, Japón. Fundada en 1897, es una de las antiguas universidades imperiales y la segunda universidad más antigua de Japón. La Universidad de Kioto se clasifica constantemente entre las dos primeras en Japón, las diez primeras en Asia y las cincuenta mejores instituciones de educación superior del mundo.
Basada en los principios de su lema, «libertad de cultura académica», la Universidad de Kioto actualmente se compone de tres campus con diez facultades, dieciocho escuelas de posgrado, trece institutos de investigación y veintidós centros de investigación y educación. La biblioteca de la Universidad de Kioto, con más de siete millones de volúmenes, es la segunda biblioteca académica más grande de Japón. Además, la Universidad de Kioto fue una de las tres primeras universidades nacionales designadas y está categorizada por el gobierno japonés como una de las mejores universidades en el Top Global University Project. A marzo de 2019, los activos netos totales de la universidad estaban valorados en 316 mil millones de yenes. En defensa de la colaboración internacional en educación e investigación, la Universidad de Kioto tiene asociaciones con varias instituciones académicas fuera de Japón.
La Universidad de Kioto ha generado cinco primeros ministros de Japón y un presidente de Taiwán hasta la fecha, y es famosa por producir investigadores de clase mundial. A octubre de 2019, diecinueve premios Nobel, dos medallas Fields y un premio Gauss se han afiliado a la Universidad de Kioto, lo que le otorga la mayor cantidad de premios Nobel de todas las universidades de Asia. Además de distinguidos políticos y académicos, la universidad también cuenta entre sus egresados estimados profesionales médicos y legales, escritores, artistas y líderes empresariales. La Universidad de Kioto ocupó el duodécimo lugar a nivel mundial en el Índice Alma Mater (Ejecutivos Globales) de Educación Superior de Time en 2017, lo que indica la influencia de sus alumnos en el mundo empresarial. Además, la universidad es el lugar de nacimiento de la Escuela de Filosofía de Kioto, conocida por su discurso sobre la religión y el significado de la "nada".

## Historia
La precursora de la Universidad de Kioto fue la Escuela de Química (舎 密 局, Seimi-kyoku) fundada en Osaka en 1869, que, a pesar de su nombre, también enseñaba física. Más tarde, la Tercera Escuela Superior (第三 髙 等 學校, Daisan-kōtō-gakkō), se estableció en el lugar de la Escuela de Química en 1886, luego se transfirió al campus principal actual de la universidad en el mismo año.
La Universidad Imperial de Kioto (京都 帝國 大學, Kyōto teikoku daigaku) como parte del sistema de la Universidad Imperial se estableció el 18 de junio de 1897, utilizando los edificios de la Tercera Escuela Superior. La escuela superior se trasladó a un terreno al otro lado de la calle, donde se encuentra hoy el campus sur de Yoshida, y se integró en la Universidad de Kioto en mayo de 1949 y se convirtió en la Facultad de Artes Liberales en septiembre de 1949. En el mismo año del establecimiento de la universidad, se fundó la Facultad de Ciencia y Tecnología. La Facultad de Derecho y la Facultad de Medicina fueron fundados en 1899, el Colegio de Letras en 1906, expandiendo las actividades de la universidad a áreas fuera de las ciencias naturales.
Después de la Segunda Guerra Mundial, la actual Universidad de Kioto se estableció fusionando la universidad imperial y la Escuela de Tercer Nivel, que asumió el deber de enseñar artes liberales como la Facultad de Artes Liberales (教養 部, Kyōyō-bu). La facultad se disolvió con la fundación de la Facultad de Estudios Humanos Integrados (総 合 人間 学部, Sōgō ningen gakubu) en 1992.
La Universidad de Kioto se ha incorporado desde 2004 como una corporación universitaria nacional bajo una nueva ley que se aplica a todas las universidades nacionales.
A pesar de la incorporación que ha llevado a una mayor independencia financiera y autonomía, la Universidad de Kioto todavía está parcialmente controlada por el Ministerio de Educación japonés.
El Departamento de Geofísica de la Universidad y su Instituto de Investigación para la Prevención de Desastres están representados en el Comité Nacional de Coordinación para la Predicción de Terremotos.

## Institutos de investigación
La universidad cuenta con catorce institutos de investigación (研究所, kenkyūsho) cuya actividad forma parte de la investigación que realiza el establecimiento. El primero de ellos, el instituto de investigación de la química, se estableció en 1926, pero la aperturas de la mayoría de los institutos se remontan a 1960 y 1970. En el campo de la investigación médica y las ciencias de la vida, la universidad cuenta con el Instituto de investigación en virología, el Instituto de investigación sobre las células madre pluripotentes inducidas, el  Instituto de investigación de medicina avanzada, y con el Instituto de investigación de primates, cuatro importantes plataformas de investigación. La investigación en Humanidades tiene el Instituto de Investigaciones del Sudeste Asiático, el Instituto de Investigaciones Económicas y el Instituto de Investigaciones en Humanidades. La investigación científica básica se lleva a cabo a través del Instituto de Investigación de Física Teórica, el Instituto de Investigación de Matemáticas, el Instituto de Investigación de Energía y el Instituto de Investigación de Química. La investigación en ciencias aplicadas la lleva a cabo el Instituto de investigación en prevención de riesgos, el Instituto de investigación de reactores y el Instituto de investigación para el desarrollo sostenible.
Los centros de investigación también son responsables de parte de las actividades en este campo, así como de otras actividades relacionadas. Las ciencias de la vida incluyen el Centro de investigación sobre ecología, el Centro de investigación sobre la preservación del medio ambiente, el Centro de investigación sobre las ciencias de la sostenibilidad, el Centro de investigación sobre la supervivencia y adaptación de la sociedad a condiciones climáticas extremas, así como también el Centro de investigación en radiobiología. En el campo de las ciencias humanas, la universidad cuenta con el Centro de estudios de medios e informática, el Centro de estudios de área, el Centro para la promoción de la excelencia en la educación superior, el Centro de investigación y educación científica, el Centro para el estudio del patrimonio cultural, el Centro de estudios sobre África, el Centro de investigación sobre la condición jurídica y social de la mujer y el Centro para la promoción de la educación y la investigación interdisciplinarias. La química cuenta con el Centro de ciencias de los materiales y de la baja temperatura, el Instituto Fukui de química fundamental y el Centro de investigación de radioisótopo. Las ciencias de la vida se encuentran representadas mediante la Unidad de enseñanza para la formación de líderes en ciencias farmacéuticas e ingeniería avanzada, el Instituto de ciencias aplicadas a las células madre, el Centro de investigación de Kokoro, la Unidad de investigación para la ingeniería biomédica avanzada; y un Centro de investigación de la vida silvestre. La universidad también cuenta con una Unidad de investigación sobre el futuro de la ciencia, una Unidad de estudios sinérgicos sobre el espacio y una Unidad internacional de investigación para la aplicación de la ciencia en el espacio. Sistemas complejos. Por último, otros centros dan soporte a estas estructuras encargándose de determinadas actividades auxiliares, como por ejemplo el Centro de promoción de jóvenes investigadores, y el Centro internacional.

## Docencia e investigación

### Educación y formación
Aquellos que deseen ingresar a la Universidad de Kioto como estudiantes primero deben aprobar un examen nacional, la prueba del Centro de Admisiones de la Universidad Nacional (大学 入学 者 選 抜 大学 入 試 セ ン タ ー 試 験, Daigaku nyūgakusha senbatsu daigaku nyūshi sentā shiken ). Los candidatos que hayan obtenido una puntuación suficiente en este examen pueden realizar el examen de acceso a la universidad. El acceso al mismo se realiza al finalizar esta segunda selección donde las pruebas son específicas de la facultad solicitada. En 2010 se presentaron a estos exámenes unas 8320 personas, para un total de 2931 plazas finalmente adjudicadas, de las que 2245 eran estudiantes de pregrado y 686 eran alumnos de grado.
Durante 2008, la universidad emitió 5792 diplomas en todos los ciclos. En 2007 y desde su creación, contaba con un total de 35 902 posgrados, así como 56 967 diplomas de segundo ciclo, 179 703 títulos de pregrado y 714 diplomas expedidos por una de sus escuelas especializadas.
Varias asociaciones de antiguos alumnos reúnen a graduados de la Universidad de Kioto. Inicialmente se centran en las facultades del establecimiento, pero la universidad adquirió el 3 de noviembre de 2006 una asociación que agrupa a todos los egresados del establecimiento. Desde entonces, la universidad organiza eventos para dar la bienvenida a los exalumnos en sus veintinueve campus. Otras asociaciones de exalumnos existen fuera de Japón y reúnen a graduados de un país en particular.

### Relaciones internacionales
Desde 1990, la universidad cuenta con un servicio de gestión de intercambios de estudiantes, y cuenta con tres casas internacionales encargadas de acoger a estudiantes e investigadores extranjeros. Desde 2001, también ha tenido una oficina de enlace en Shanghái para reclutar estudiantes locales, y en Londres desde 2008, y ha sido miembro desde 2010 de las primeras trece universidades seleccionadas por el programa «Global 30» del Ministerio de Educación japonés. Que tiene como objetivo aumentar el número de estudiantes extranjeros en Japón. En 2009 se matricularon en la universidad 1430 estudiantes extranjeros procedentes de un centenar de países. Vienen principalmente de Asia (79,5 % de los estudiantes), y más particularmente de China (571 estudiantes) y Corea del Sur (208 estudiantes).
Esta movilidad también se observa en cuanto a los investigadores. En 2009, la universidad registró 3170 visitas de investigadores del exterior, principalmente de Estados Unidos, China, Corea del Sur, Francia e Inglaterra, con 520, 475, 278, respectivamente, 228 y 167 visitas. En el mismo año se registraron 5831 visitas de investigadores de la universidad al exterior, principalmente a Estados Unidos, China, Corea del Sur, Francia y Alemania con 1122, 699, 454, 329 y 311 visitas respectivamente.
En 2009, la universidad tenía convenios de intercambio y cooperación universitaria con ochenta establecimientos extranjeros y con dieciocho consorcios, principalmente enfocados a Asia y Europa, con treinta y dos y treinta y un convenios respectivamente. La institución también es miembro de varias redes universitarias, como la Asociación de Universidades de la Cuenca del Pacífico o la Asociación de Universidades de Investigación de Asia Oriental. La universidad también ha organizado foros anuales desde 2001, en el extranjero o en Japón, con el fin de promover sus actividades de investigación.

### Investigación
La investigación que se lleva a cabo en la universidad está financiada por actores públicos y privados, y el establecimiento también interviene en las actividades que se desarrollan fuera de sus muros. En 2008, la universidad llevó a cabo 820 programas de investigación con la colaboración de instituciones externas, lo que le valió 3 900 millones de yenes, y 684 programas de investigación llevados a cabo por instituciones externas involucradas a la universidad, que le reportaron 12 700 millones de yenes.
La universidad también posee patentes presentadas por sus equipos de investigación. En 2008, sus equipos presentaron 405 propuestas de presentación de patentes al establecimiento, y se presentaron 227 solicitudes de patente en Japón de veintidós obtenidas y 207 solicitudes de patente presentadas internacionalmente de veintiséis obtenidas. Ese mismo año, la universidad posee un total de 120 patentes registradas en Japón y 73 patentes registradas internacionalmente. Los ingresos de estas patentes, los derechos de autor y la explotación de materiales de investigación propiedad de la universidad proporcionaron 102 millones de yenes a la institución en 2008. Al año siguiente, con 125 patentes presentadas en el país, de las filas de la institución se ubicó en el séptimo lugar entre las universidades japonesas.

## Premios Nobel
Once estudiantes o profesores de la Universidad de Kioto han recibido el premio Nobel:

Exalumnos o exprofesores de la facultad de la Universidad de Kioto que han recibido el premio Nobel
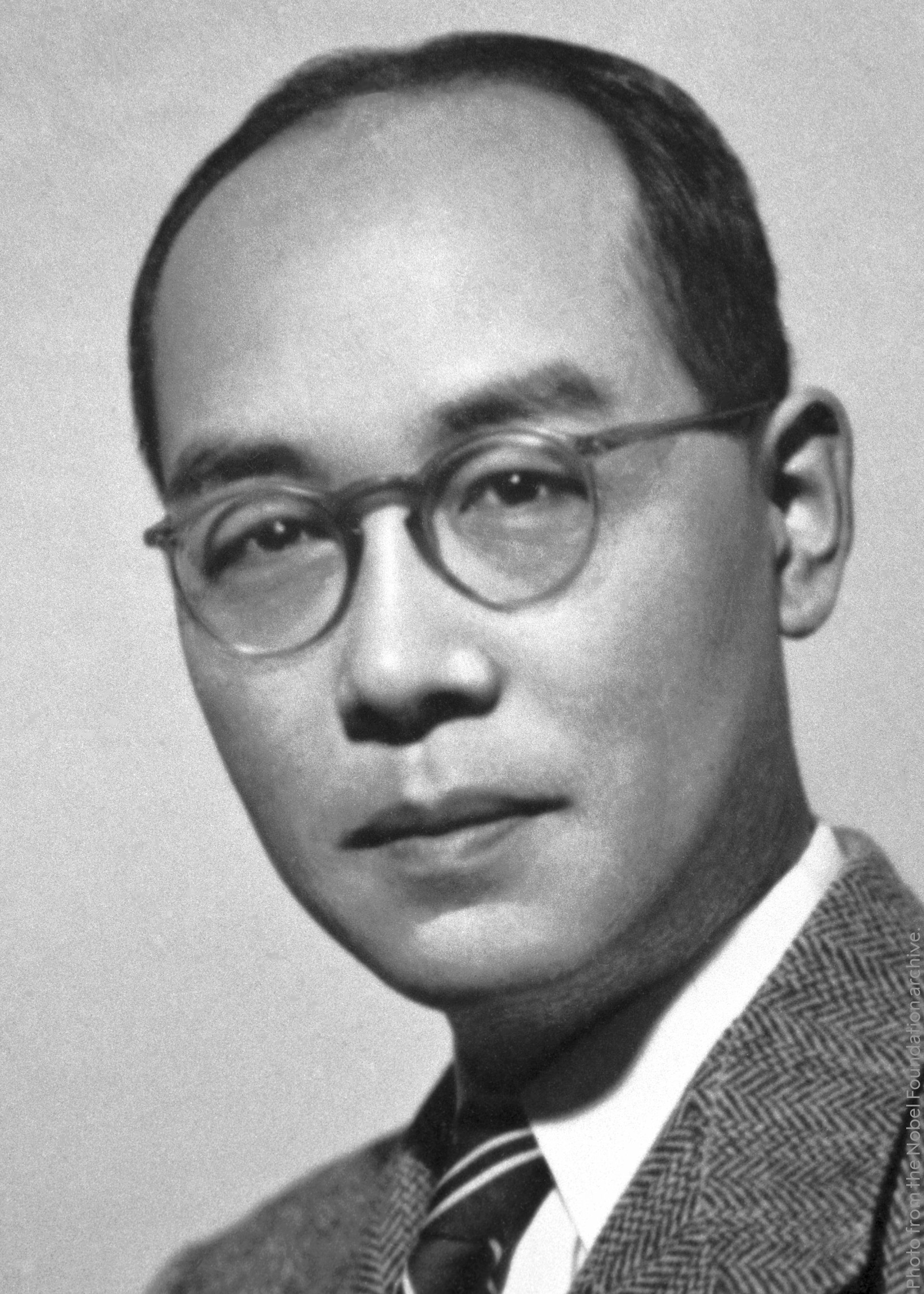
Hideki Yukawa, física, 1949
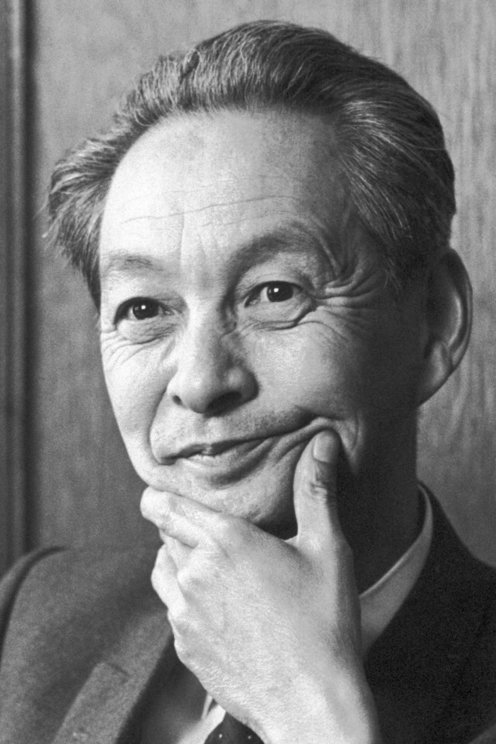
Shinichiro Tomonaga, física, 1965
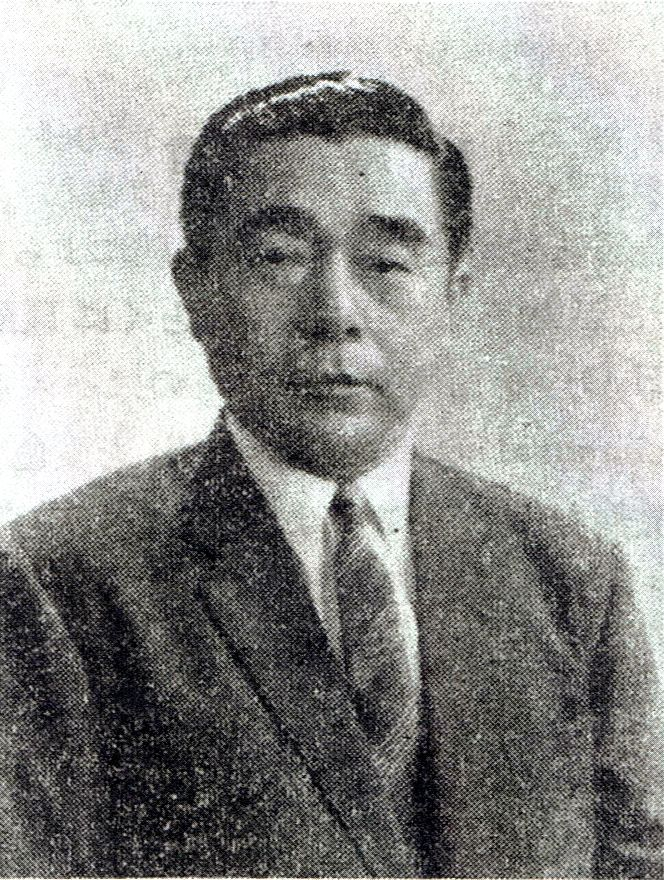
Kenichi Fukui, química, 1981
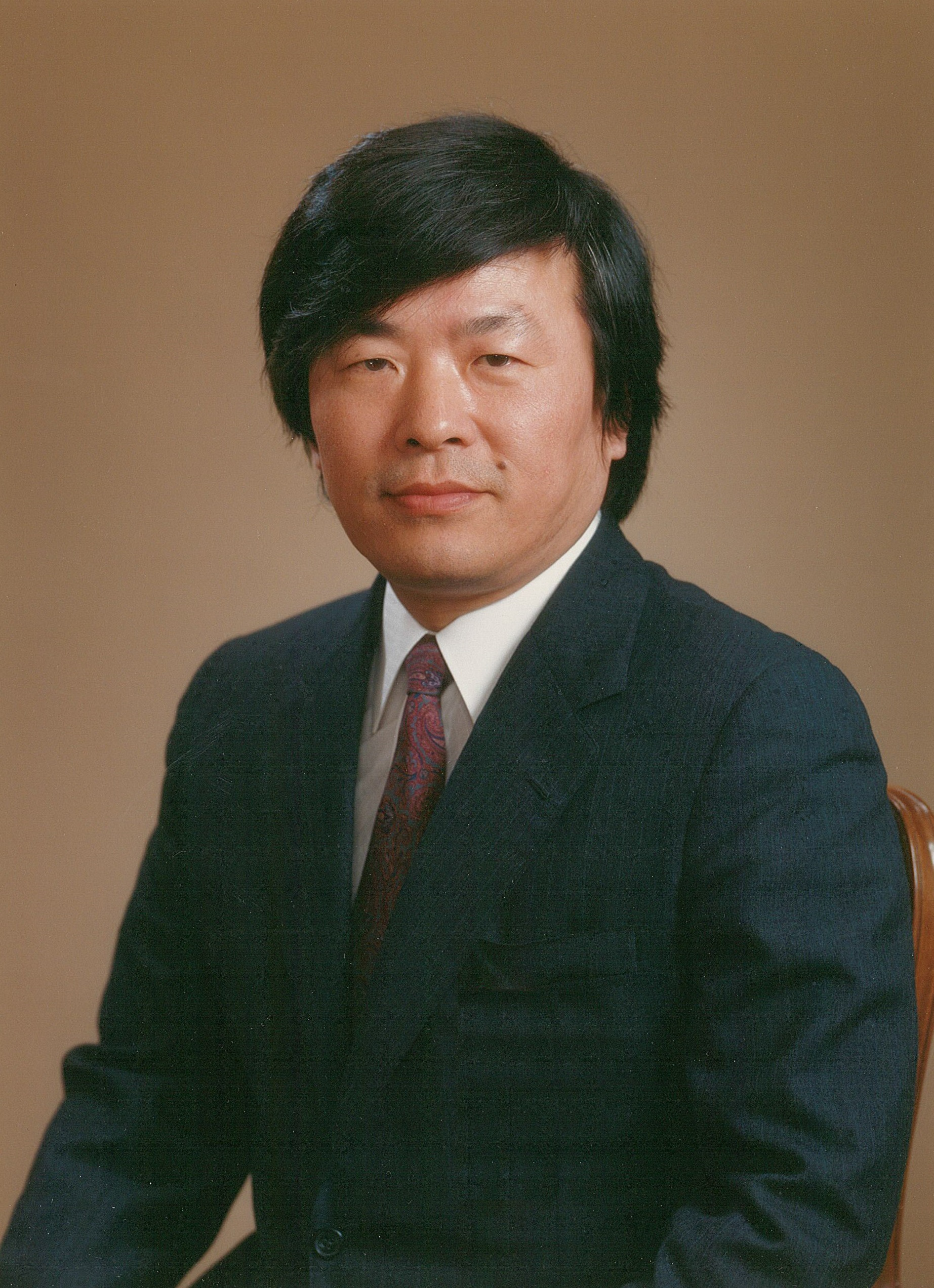
Susumu Tonegawa, medicina, 1987
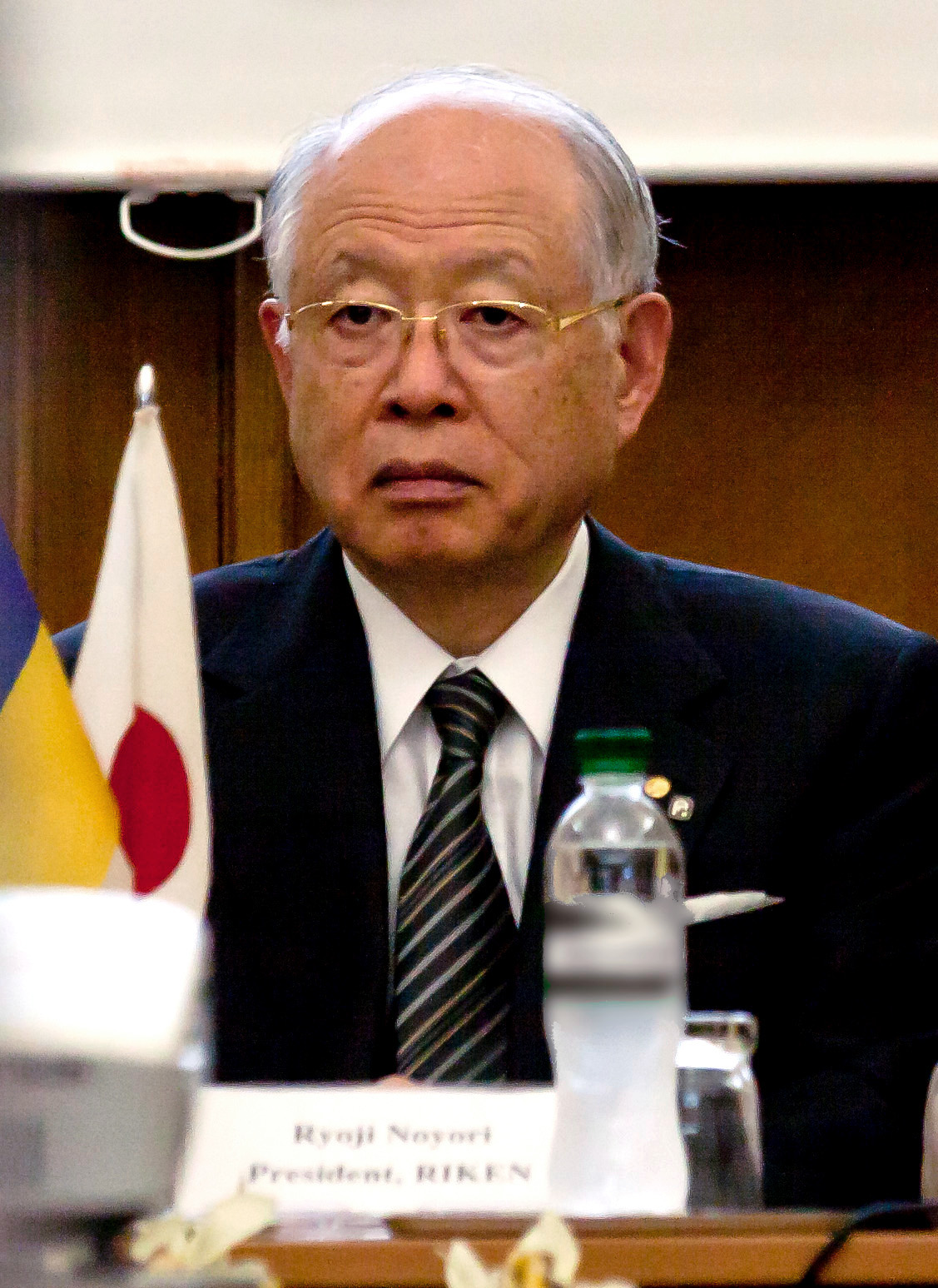
Ryōji Noyori, química, 2001
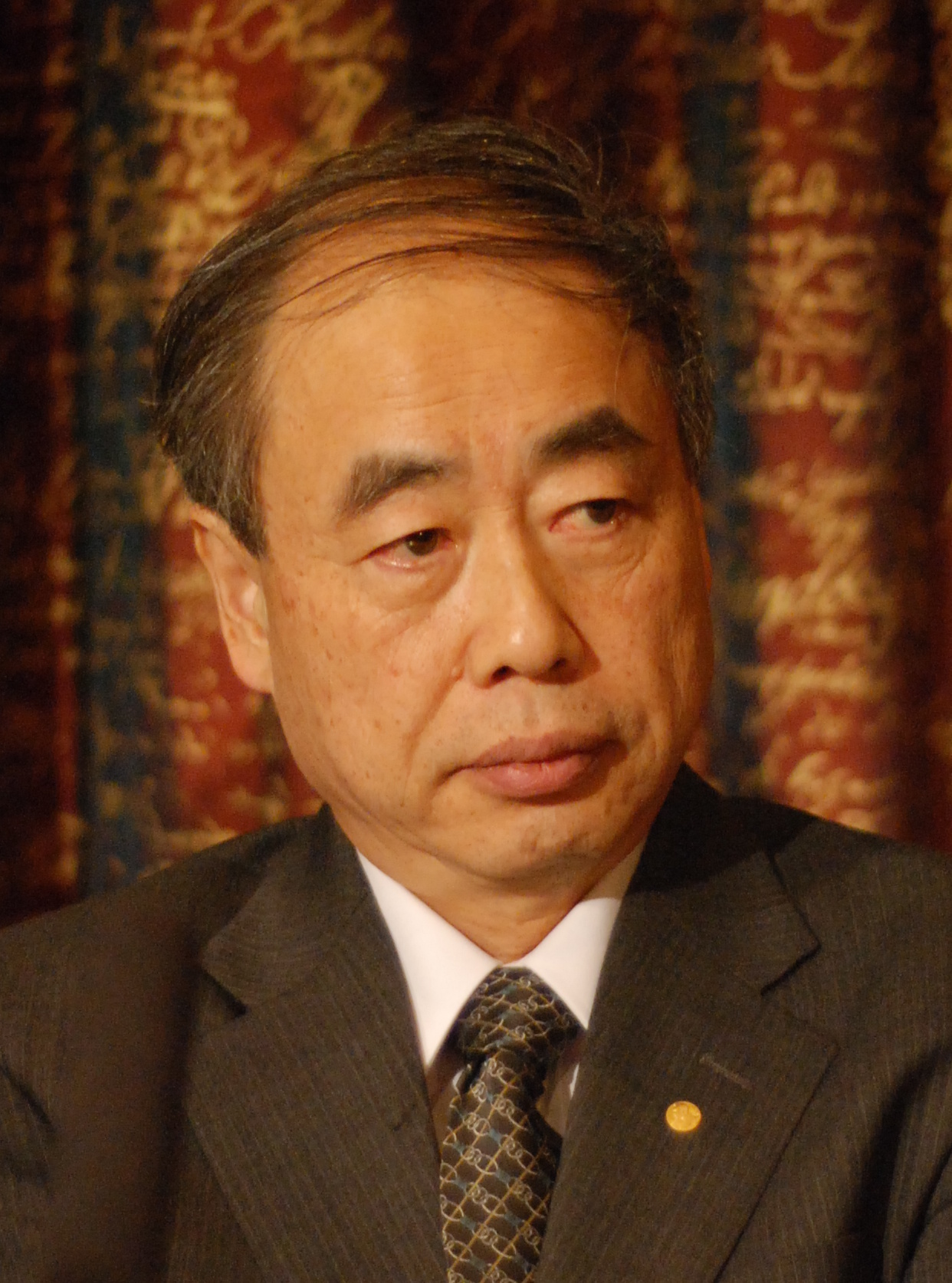
Makoto Kobayashi, física, 2008
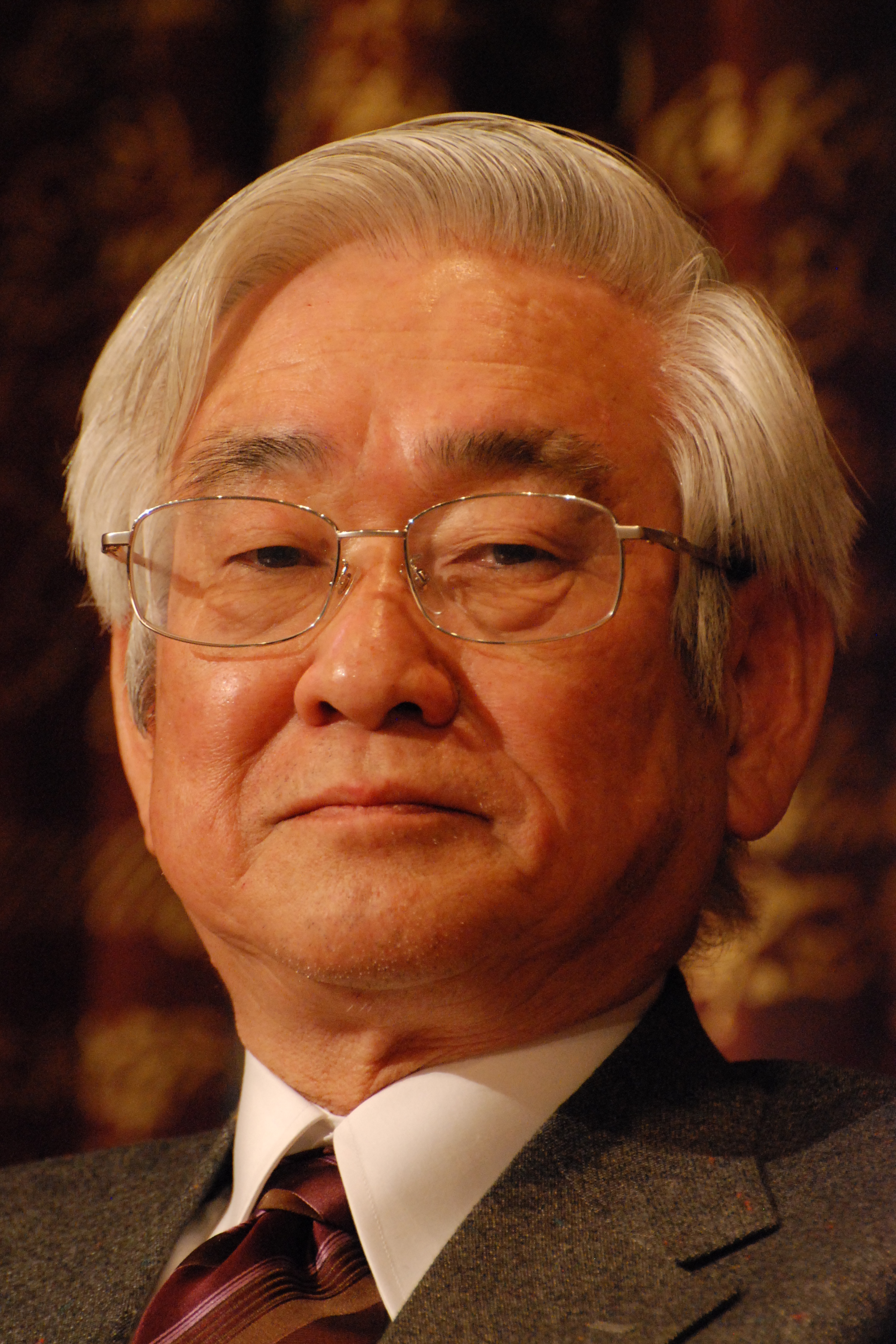
Toshihide Maskawa, física, 2008
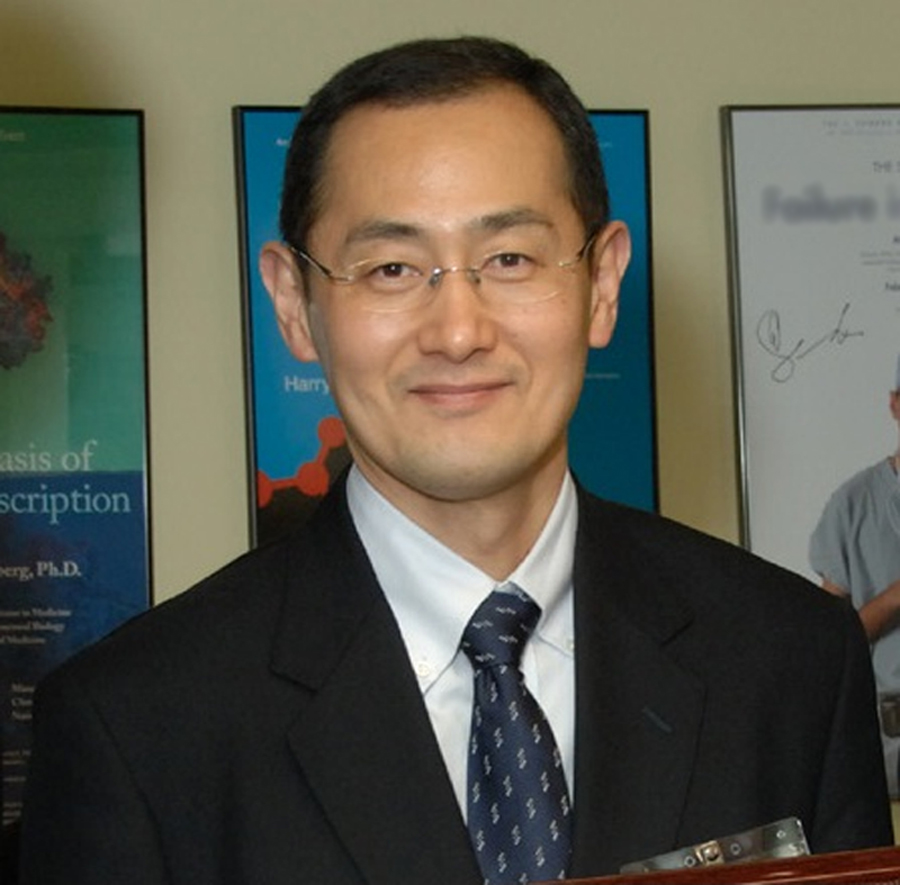
Shinya Yamanaka, medicina, 2012
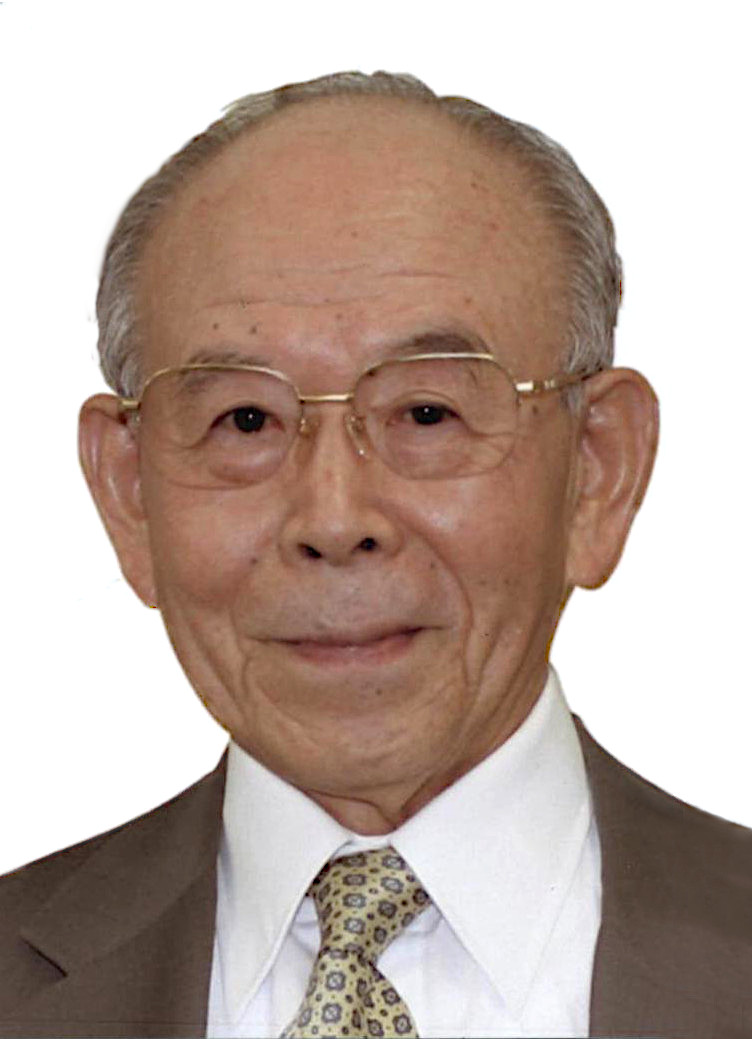
Isamu Akasaki, física, 2014
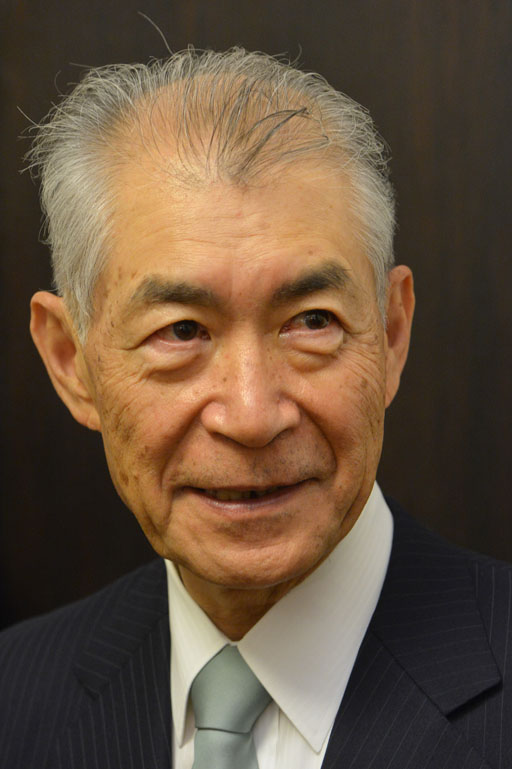
Tasuku Honjo, medicina, 2018
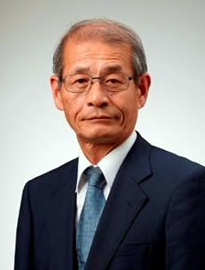
Akira Yoshino, química, 2019

## Doctores honorarios
- 2009 Alan Kay
- 2007 Jane Goodall
- 2004 Susumu Tonegawa
- 2004 Lionel W. McKenzie
- 2002 Puthen-Krish Ramachandran Nair
- 1995 Robert Byron Bird
- 1994 Christian Streffer
- 1992 Tage Rickard Eriksson
- 1990 Rudolf Emil Kalman
- 1990 Hans Neurath
- 1989 George Garfield Hall
- 1989 Izrail Moiseevich Gelfand

## Clasificación académica
La Universidad de Kioto está considerada una de las universidades más prestigiosas de Japón, y ocupa sistemáticamente el segundo puesto en Japón y uno de los diez primeros en Asia según el Academic Ranking of World Universities, Times Higher Education, QS World University Rankings.
La universidad ocupó el tercer puesto en 2008 y 2010 en la clasificación «Universidades verdaderamente fuertes» de la revista Toyo Keizai. En otra clasificación, la escuela preparatoria japonesa Kawaijuku situó a la Universidad de Kioto como la segunda mejor universidad de Japón.